# 杰克·科克
積·法蘭·波蒂厄斯·確克（英語：Jack Frank Porteous Cork，1989年6月25日—）是一名已退役英格蘭足球運動員，司職中場，亦可移後擔任右閘或中堅，出身切尔西青訓系統。現為伯恩利U21教練。 

## 生平

### 球會
車路士
確克於9歲之齡便加入車路士，在青訓學院接受足球訓練，仍然在學時已代表車路士青年隊參賽，其後更成為青年隊及預備隊的隊長。
外借
2006/07年球季確克兩度外借到英甲球會般尼茅夫，同樣為期1個月，合共取得在聯賽上陣7場及盃賽上陣兩場。2007年夏季當隊友李·索耶 （Lee Sawyer）因傷退隊後，確克獲補選隨同一隊到美國進行季前熱身賽，於7月14日首次代表一隊上陣對亞美利加，擔任非熟習的左閘位置。
2007/08年球季確克獲外借到英冠球會斯肯索普一整個球季，在聯賽上陣34場及盃賽上陣1場，2007年11月27日作客對高雲地利取得個人首個入球兼為球隊扳平1-1；次循環主場再對高雲地利，確克射入奠勝球鎖定2-1勝局，稍為舒緩球隊降班壓力；2008年3月22日主場迎戰，對方的西班牙球員干拿高（Pablo Couñago）企圖拍打確克的面部，當他舉手抵擋時，雙雙被球證出示紅牌驅逐離場。球季結束後斯肯索普雖然來季降班英甲，確克的出色表現使他獲選為球會年度最佳球員。
2008年8月英冠球會修咸頓擊退及獲得確克獲外借加盟直到翌年1月1日，期間在聯賽上陣23場及盃賽上陣兩場。剛結束在修咸頓的外借，確克隨即再被外借到由前車路士青年隊領隊布伦达·罗杰斯（Brendan Rodgers）執教的屈福特直到球季完結，2009年1月24日在英格蘭足總盃第四圈主場對水晶宮，確克頂入已隊第二球兼加盟以來的首球，協助球隊險勝4-3晉級第五圈；期間他獲派在聯賽上陣19場及盃賽上陣兩場。
2009年8月21日確克與車路士簽署三年新約後，隨即再被外借到英冠球會高雲地利直到年底12月，期間在聯賽上陣21場。2010年2月1日確克又被外借到英超的般尼渡過餘下球季，2月9日首次亮相英超，作客卡雲農舍球場0-3不敵富咸於下半場後補入替；聯賽煞科日主場對熱刺，確克下半場頂入已隊第二球為球隊扳平比數2-2，是他加盟以來首個入球，般尼最終以4-2勝出這場謝幕戰，來季降班返回英冠，確克獲派上陣11場，其中8場擔任正選。在最後一輪賽事前夕，確克的父親各當地的《蘭開夏電訊報》（The Lancashire Telegraph）透露確克希望在夏季離開車路士，更不介意加盟次級的英冠球隊。
2010年8月8日車路士表示如有球會願意出價200萬英鎊，將會讓確克離隊他投，但在8月12日確克以借用身份重返般尼，為期一個球季。
修咸頓
2011年7月7日確克轉投新升英冠的修咸頓，簽約四年。
斯旺西
2015年冬歇期离开南安普顿加盟斯旺西。確克与斯旺西签下了一份为期三年半的合同。

### 國家隊
確克曾代表英格蘭在各個不同年齡級別參加青少年國際賽。他於2007年5月首次代表英格蘭U19出戰捷克，其後更以隊長身份帶領球隊參賽2008年歐洲U-19足球錦標賽決賽週。於2008年11月18日首次代表英格蘭U21出戰捷克，以後補身份入替梅安巴。

## 私人生活
積克·確克的父親是前溫布頓球員阿兰·科克，他亦曾擔任斯旺西及卡迪夫城這兩支威爾斯球隊的領隊。

## 榮譽
般尼
- 英冠冠軍 : 2022-23[19]

## 外部連結
- 足球数据库：積克·確克的球员统计数据
- Chelsea profile （页面存档备份，存于）
- Scunthorpe FC profile
- Watford FC profile
- Burnley FC profile
- UEFA profile （页面存档备份，存于）
- ESPN Soccernet Profile （页面存档备份，存于）
- 英足總官網簡歷 （页面存档备份，存于）